# Cinc grans temples
L'expressió «Cinc grans temples» (五山, Gozan en japonès) es refereix a deu temples budistes japonesos d'obediència Zen de l'escola Rinzai. Els temples es van convertir progressivament a la doctrina Zen durant els anys 1250-1400 però alguns existien de feia diversos segles. Els principals instigadors d'aquest renaixement religiós van ser els Shōgun de Kamakura i de Muromachi que es van suportar particularment en la branca Rinzai de la secta Zen del Budisme mahayana. Van crear així un sistema de temples oficial sota Ashikaga Yoshimitsu durant la segona meitat del segle xiv centrat al voltant dels Cinc grans temples (cinc a Kyoto i cinc a Kamakura). El nou corrent teològic es va escampar igualment a partir de nombrosos altres temples d'importància menor anomenats jissatsu (十刹). Les autoritats ordenaven directament els eclesiàstics dels establiments els més importants.
Històricament, la secta Zen del Budisme mahāyāna era considerada com a més moderna, més il·luminada i menys esotèrica que les sectes antigues Tendai i Shingon. Esdevingué protectora del Japó i va estar encarregada de celebrar i resar per la pau i la prosperitat de l'imperi. Va difondre igualment el pensament neoconfucianista xinès i va jugar al tribunal un paper religiós, polític, econòmic, intel·lectual i artístic.

## Edificació dels Cinc grans temples
Els cinc grans temples de Kyoto:
- El Tenryū-ji, construït el 1339 per Musō Soseki per al descans del mestre de Godaigo-tennō.
- El Shōkoku-ji, construït el 1383 per Yoshimitsu.
- El Kennin-ji, construït el 1202 per Eisai, el primer on la doctrina Zen va ser ensenyada.
- El Tōfuku-ji, construït el 1236 per Fujiwara no Michiie.
- El Manju-ji, construït el 1097, passat al Zen el 1257.

Els cinc grans temples de Kamakura:
- El Kenchō-ji, construït el 1253 per Hōjō Tokiyori.
- L'Engaku-ji, construït el 1282 per un monjo xinès sota la protecció de Hōjō Tokimune.
- El Jufuku-ji, construït el 1202 per la vídua de Yoritomo amb l'ajut d'Eisai.
- El Jōchi-ji, construït el 1269 per Hōjō Tokimune.
- El Jōmyō-ji, construït el 1188 per Ashikaga Yoshikane, passat a la secta Zen una mica més tard.

## Font
- Francine Hérail, Histoire du Japon - des origines à la fin de Meiji, 1996.